# Oier Zarraga
Oier Zarraga Egaña (Guecho, Vizcaya, España, 4 de enero de 1999) es un futbolista español que juega como centrocampista en el Udinese Calcio de la Serie A.

## Trayectoria
Oier llegó a las categorías inferiores del Athletic Club con apenas diez años. En 2017, tras anotar trece goles con el equipo juvenil, dio el salto al CD Basconia en Tercera División. El 3 de febrero de 2019 debutó con el Bilbao Athletic, en Segunda B, en un encuentro ante la SD Leioa. Tras dos temporadas en el segundo filial, en verano de 2019, promocionó al Bilbao Athletic. En su primera campaña en el filial rojiblanco, fue el único futbolista de la plantilla en ser titular en todos los partidos de la temporada, logrando cinco tantos.
En verano de 2020 se incorporó a la primera plantilla del Athletic Club, aunque manteniendo ficha del filial. El 18 de octubre debutó en Primera División, en San Mamés, en un triunfo ante el Levante U.D. (2-0) sustituyendo a Iker Muniain en el minuto 71. En los siguientes tres meses jugó casi una decena de partidos con el filial. El 1 de febrero se convirtió, a todos los efectos, en jugador de la primera plantilla tras renovar su contrato hasta 2023. El 7 de marzo de 2022 marcó de penalti su primer gol en Primera División ante el Levante UD (3-1). El 5 de enero de 2023 marcó en la goleada ante el CD Eldense (1-6). Cinco meses después, el club rojiblanco anunció que el joven centrocampista no continuaría en la plantilla.
El 29 de junio se hizo oficial su fichaje por Udinese por cuatro temporadas.El 20 de agosto debutó en Serie A, como titular, en el Estadio Friuli en una derrota ante la Juventus (0-3).Tras jugar unos minutos en el siguiente partido, no volvió a jugar en más de tres meses. El 23 de diciembre, en su quinto partido en Serie A, convirtió su primer gol en un empate frente al Torino (1-1) en el Stadio Grande Torino al rematar un centro de João Ferreira.El 11 de marzo de 2024, en su segunda titularidad, anotó el 1 a 2 definitivo en el Olímpico de Roma frente a la SS Lazio con un disparo al borde del área.

## Estadísticas

### Clubes
Actualizado al último partido disputado el 2 de noviembre de 2024.
| Club                     | Div.          | Temporada     | Liga  | Liga  | Copas nacionales | Copas nacionales | Copas internacionales | Copas internacionales | Total | Total |
| Club                     | Div.          | Temporada     | Part. | Goles | Part.            | Goles            | Part.                 | Goles                 | Part. | Goles |
| ------------------------ | ------------- | ------------- | ----- | ----- | ---------------- | ---------------- | --------------------- | --------------------- | ----- | ----- |
| C. D. Basconia · España  | 3.ª           | 2017-18       | 7     | 3     | ―                | ―                | ―                     | ―                     | 7     | 3     |
| C. D. Basconia · España  | 3.ª           | 2018-19       | 14    | 4     | ―                | ―                | ―                     | ―                     | 14    | 4     |
| C. D. Basconia · España  | Total club    | Total club    | 21    | 7     | 0                | 0                | 0                     | 0                     | 21    | 7     |
| Bilbao Athletic · España | 2.ª B         | 2018-19       | 1     | 0     | ―                | ―                | ―                     | ―                     | 1     | 0     |
| Bilbao Athletic · España | 2.ª B         | 2019-20       | 29    | 5     | ―                | ―                | ―                     | ―                     | 29    | 5     |
| Bilbao Athletic · España | 2.ª B         | 2020-21       | 9     | 2     | ―                | ―                | ―                     | ―                     | 9     | 2     |
| Bilbao Athletic · España | Total club    | Total club    | 39    | 7     | 0                | 0                | 0                     | 0                     | 39    | 7     |
| Athletic Club · España   | 1.ª           | 2020-21       | 5     | 0     | 0                | 0                | ―                     | ―                     | 5     | 0     |
| Athletic Club · España   | 1.ª           | 2021-22       | 31    | 1     | 6                | 0                | ―                     | ―                     | 37    | 1     |
| Athletic Club · España   | 1.ª           | 2022-23       | 26    | 0     | 4                | 1                | ―                     | ―                     | 30    | 1     |
| Athletic Club · España   | Total club    | Total club    | 62    | 1     | 10               | 1                | 0                     | 0                     | 72    | 2     |
| Udinese Calcio · Italia  | 1.ª           | 2023-24       | 15    | 2     | 2                | 0                | ―                     | ―                     | 17    | 2     |
| Udinese Calcio · Italia  | 1.ª           | 2024-25       | 22    | 1     | 2                | 0                | ―                     | ―                     | 24    | 1     |
| Udinese Calcio · Italia  | 1.ª           | 2025-26       | 0     | 0     | 0                | 0                | —                     | —                     | 0     | 0     |
| Udinese Calcio · Italia  | Total club    | Total club    | 37    | 3     | 4                | 0                | 0                     | 0                     | 41    | 3     |
| Total carrera            | Total carrera | Total carrera | 159   | 18    | 14               | 1                | 0                     | 0                     | 173   | 19    |

## Palmarés

### Campeonatos nacionales
| Título              | Club          | País   | Año  |
| ------------------- | ------------- | ------ | ---- |
| Supercopa de España | Athletic Club | España | 2021 |